# Форначе (Тренто)
Форначе (итал. Fornace) је насеље у Италији у округу Тренто, региону Трентино-Јужни Тирол.
Према процени из 2011. у насељу је живело 1067 становника. Насеље се налази на надморској висини од 719 м.

## Становништво
Према резултатима пописа становништва 2011. у општини је живело 1.321 становника.
| 1931. | 1936. | 1951. | 1961. | 1971. | 1981. | 1991. | 2001. | 2011. |
| ----- | ----- | ----- | ----- | ----- | ----- | ----- | ----- | ----- |
| 840   | 776   | 857   | 910   | 932   | 900   | 981   | 1.166 | 1.321 |